# Municipio de Weathersfield
El municipio de Weathersfield (en inglés: Weathersfield Township) es un municipio ubicado en el condado de Trumbull en el estado estadounidense de Ohio. En el año 2010 tenía una población de 25908 habitantes y una densidad poblacional de 429,17 personas por km².

## Geografía
El municipio de Weathersfield se encuentra ubicado en las coordenadas 41°10′7″N 80°45′50″O / 41.16861, -80.76389. Según la Oficina del Censo de los Estados Unidos, el municipio tiene una superficie total de 60.37 km², de la cual 57.11 km² corresponden a tierra firme y (5.39%) 3.25 km² es agua.

## Demografía
Según el censo de 2010, había 25908 personas residiendo en el municipio de Weathersfield. La densidad de población era de 429,17 hab./km². De los 25908 habitantes, el municipio de Weathersfield estaba compuesto por el 94.4% blancos, el 2.71% eran afroamericanos, el 0.17% eran amerindios, el 0.54% eran asiáticos, el 0.01% eran isleños del Pacífico, el 0.25% eran de otras razas y el 1.93% pertenecían a dos o más razas. Del total de la población el 1.28% eran hispanos o latinos de cualquier raza.